# Kokomo (Indiana)
Kokomo is een stad met 58.145 inwoners (2019) in Indiana. Kokomo ligt in Howard County, 197 km ten zuidoosten van de stad Chicago, 80 km ten noorden van Indianapolis, 72 km van de stad Muncie en 111 km van Fort Wayne.
De belangrijkste werkgever in Kokomo is Chrysler.
Op 4 juli 1923 vond in Malfalfa Park te Kokomo de grootste bijeenkomst ooit plaats van de Ku Klux Klan.

## Geboren in Fort Wayne
- LeRoy Samse (13 september 1883), polsstokhoogspringer
- Shawn Fain (30 oktober 1968), vakbondsleider
- Ryan White (6 december 1971), aidsactivist

## Plaatsen in de nabije omgeving
De onderstaande figuur toont nabijgelegen plaatsen in een straal van 16 km rond Kokomo.